# تفريت
تِفْرِيت (الاسم العلمي Tephritis)، جنس حشرات ذبابية الشكل من فصيلة ذبابية الفاكهة. طولها من 4 إلى 6 مم. ألوانها متعددة أجنحتها شفافة محززة وخططة. تمتح مكنها على سوق نباتات الفصيلة السيوانية أخصها القنطريون والبابونج فيقنف عن يرقات صغيرة تقرض السوق وتلتهم الحراشف الزهرية.